# ميك سوليفان
ميك سوليفان (بالإنجليزية: Mick Sullivan)‏ هو لاعب دوري الرغبي بريطاني، ولد في 12 يناير 1934 في Pudsey ‏ في المملكة المتحدة، وتوفي في 5 أبريل 2016 في ويكفيلد في المملكة المتحدة.

## وصلات خارجية
- ميك سوليفان على موقع الموسوعة البريطانية (الإنجليزية)